# Яковичи (Волынская область)
Яковичи (укр. Яковичі) — село в Зимневской сельской общине Владимирского района Волынской области Украины.
Население по переписи 2001 года составляет 193 человека. Почтовый индекс — 44763. Телефонный код — 3342. Занимает площадь 0,982 км².